# Gyurok János
Gyurok János (Mohács, 1960. június 25.–) (horvátul: Ivo Đurok vagy Ivica Đurok) horvát nemzetiségű szociológus, egyetemi adjunktus. A pécsi horvát kisebbségi önkormányzat elnöke. Tudományos fokozata: Ph.D (politológia)

## Munkássága
Munkásságának tárgya a volt Jugoszlávia, Dél-Amerika és Magyarország kisebbségei, menekültjei, őslakosai, amelyeket szociológiai szempontból vizsgál. Amatőr ornitológusként több ritka, Európán kívüli madárfaj kitenyésztése fűződik nevéhez.
A Pécsi Horizont (Pećuški Horizont) főszerkesztője volt

### Könyvei
- Útban a csönd felé. Magyarországi német költők, írók magyar nyelven; vál. Szende Béla, szerk. Gyurok János; Baranya Megyei Művelődési Központ, Pécs, 1988
- Másszóval. Magyarországi horvát és szerb költők magyar nyelven; vál. Stjepan Lukač, Petar Milosević, Nikola Radosav, szerk. Ivica Đurok; Baranya Megyei Művelődési Központ, Pécs, 1988
- Rat kako to djeca vide / A háború gyerekszemmel / War through the eyes of children; szerk. Ivica Đurok, Snežana Milivojević, Pörös Béla; Hrvatski institut–Omladinska organizacija, Pécs, 1993
- Povratak putujem svake noći u snu / A hazatérést álmodom minden éjjel; szerk. Eva Čeliković, Ivica Đurok; Hrvatski institut–Hrvatsko kazalište–Regionalni centar za odgoj i obrazovanje pri Ministarstvu prosvjete i kulture, Pécs, 1994
- A magyarországi horvát média; szerk. Gyurok János, Sokcsevits Dénes; Croatica, Bp., 2001
- Baráth Árpád–Gyurok János–Sokcsevits Dénes: A magyarországi horvát fiatalok életmódja; Croatica, Bp., 2002
- A Magyarországon élő nemzetiségi és a magyar fiatalok egymásról alkotott képe. Bolgár, örmény, román, ruszin, szerb, szlovák, cigány, szlovén, görög, horvát, német, lengyel; Romológiai Kutatóintézet, Szekszárd, 2003 (Studia minoritatum)
- Határmenti régiók és kisebbségek a 19-20. században. Konferencia-kötet; szerk. Kupa László, Gyurok János; B&D Stúdió, Pécs, 2004
- A nemzet, az állam és a nemzetiség Tito politikájában; Croatica, Bp., 2007
- Đuro Šarošac–Ivica Đurok: Baranjski šokci – šokci u Mađarskoj; Croatica, Bp., 2016

## Tagsága
- A pécsi horvát kisebbségi önkormányzat képviselője és elnöke
- Pécsi Magyar-Spanyol Társaság tagja[1]

## Családja
Nős, két lánya van.